# ریچل کندو
ریچل کُندو (انگلیسی: Rachel Kondo) نویسنده و تهیه‌کننده تلویزیونی اهل ایالات متحده آمریکا است. داستان کوتاه او «دختر چند فصل» برندهٔ جایزه او. هنری شده است. او در کنار همسرش جاستین مارکس، تهیه‌کنندگان مینی‌سریال شوگون بودند.
کُندو تباری ژاپنی دارد، اما در پوکالانی بزرگ شد. او دارای مدرک کارشناسی ارشد هنرهای زیبا از مرکز نویسندگان میچنر دانشگاه تگزاس در آستین است. در طول مدت حضورش در آنجا، او فینالیست «جایزه ادبی کین» در سال ۲۰۱۴ بود و قسمتی از جایزه ۵۰٬۰۰۰ دلاری نایب قهرمانی را دریافت کرد.